# Santa Maria in Calanca
Santa Maria in Calanca je obec ve švýcarském kantonu Graubünden, okresu Moesa. Nachází se na svahu nad údolím řeky Calancasca (Val Calanca), asi 72 kilometrů jihozápadně od kantonálního hlavního města Churu, v nadmořské výšce 955 metrů. Žije zde 110 obyvatel.

## Geografie
Santa Maria in Calanca (také Santa Maria di Calanca) je po Castanedě druhou vesnicí v údolí Val Calanca. Nachází se na svahu na konci údolí. Charakter obce je ovlivněn italskými vlivy a blízkostí kantonu Ticino.
Santa Maria je jedním z výchozích bodů vysokohorské stezky Calanca.

## Historie
První zmínka o obci pochází z roku 1219 a nese název sancte Marie in Calanca. V obci se nachází stará pevnost, kterou obyvatelé údolí nazývají Torre Santa Maria. Věž je údajně římského původu a byla jednou z věží řetězce pevností na staré římské cestě. Odtud prý římský správce Bonasius v roce 402 u mostu Gola porazil a rozprášil Góty, kteří sem vtrhli přes Vogelberg (průsmyk San Bernardino). Jednolodní kostel se vyznačuje různými styly. Bývalý hlavní oltář, dílo Iva Strigelse z roku 1512, je od roku 1887 v muzeu v Basileji.

## Obyvatelstvo
| Rok            | 1808 | 1850 | 1900 | 1950 | 2000 | 2010 | 2011 | 2012 | 2013 | 2014 | 2015 | 2020 |
| Počet obyvatel | 207  | 206  | 163  | 202  | 111  | 109  | 117  | 113  | 110  | 102  | 110  | 115  |

Údolí Val Calanca je jednou z italsky mluvících oblastí kantonu Graubünden. Převážná většina obyvatel obce tak hovoří italsky.

## Doprava
Santa Maria leží na konci okresní silnice, vedoucí z obce Grono. Ta je jediným spojením obce s okolním světem. Nejbližší železniční stanice se nachází na Gotthardské dráze v Arbedo-Castione.